# Le Thieulin

Le Thieulin este o comună în departamentul Eure-et-Loir, Franța. În 1 ianuarie 2022 avea o populație de 427 de locuitori.